# Everybody Needs Love (альбом)
Everybody Needs Love — дебютний студійний альбом американського вокального гурту Gladys Knight & the Pips, випущений у вересні 1967 року лейблом Soul Records.

## Опис
Записаний у 1966–1967 роках. У 1967 році альбом посів 12-е місце в чарті R&B Albums і 60-е місце у чарті Billboard 200 журналу «Billboard».
У 1967 році сингл «Take Me in Your Arms and Love Me» посів 98-е місце в чарті Billboard Hot 100, «Everybody Needs Love» — 3-е місце в R&B Singles і 39-е місце — Billboard Hot 100, а «I Heard It Through the Grapevine» — 1-е місце в R&B Singles і 2-е місце в Billboard Hot 100.

## Список композицій
1. «Everybody Needs Love» (Едвард Голланд, мл., Норман Вітфілд)  — 2:57
2. «I'll Be Standing By» (Ніколас Ешфорд, Валері Сімпсон)  — 2:24
3. «Since I've Lost You» (Норман Вітфілд)  — 2:40
4. «I Heard It Through the Grapevine» (Барретт Стронг, Норман Вітфілд) — 2:48
5. «You Don't Love Me No More» (Барретт Стронг, Норман Вітфілд, Роджер Пензабене)  — 2:32
6. «Ain't No Sun Since You've Been Gone» (Корнеліс Грант, Норман Вітфілд, Сільвія Мой)  — 2:45
7. «Take Me In Your Arms and Love Me» (Барретт Стронг, Корнеліс Грант, Роджер Пензабене) — 2:58
8. «He's My Kind of Fellow» (Гарві Фукуа, Джонні Брістоль)  — 2:56
9. «Yes I'm Ready» (Барбара Мейсон) — 3:20
10. «My Bed of Thorns» (Вільям Робінсон) — 2:58
11. «Do You Love Me Just a Little, Honey» (Гледіс Найт, Гарві Фукуа, Джонні Брістоль, Вернон Буллок)  — 3:17
12. «Just Walk In My Shoes» (Гелен Льюїс, Кен Льюїс  — 2:32

## Учасники запису
- Гледіс Найт — вокал
- Меральд «Бубба» Найт, Вільям Гест, Едвард Паттен — бек-вокал
- The Funk Brothers — ритм-секція

Технічний персонал
- Норман Вітфілд — продюсер

## Хіт-паради
Альбоми
| Рік  | Чарт          | Позиція |
| ---- | ------------- | ------- |
| 1967 | R&B Albums    | 12      |
| 1967 | Billboard 200 | 60      |

Сингли
| Рік  | Сингл                              | Чарт              | Позиція |
| ---- | ---------------------------------- | ----------------- | ------- |
| 1967 | «Take Me in Your Arms and Love Me» | Billboard Hot 100 | 98      |
| 1967 | «Everybody Needs Love»             | R&B Singles       | 3       |
| 1967 | «Everybody Needs Love»             | Billboard Hot 100 | 39      |
| 1967 | «I Heard It Through the Grapevine» | R&B Singles       | 1       |
| 1967 | «I Heard It Through the Grapevine» | Billboard Hot 100 | 2       |